# Agathis asteris
Agathis asteris är en stekelart som beskrevs av Fischer 1966. Agathis asteris ingår i släktet Agathis och familjen bracksteklar. Inga underarter finns listade i Catalogue of Life.